# Арсос
А̀рсос (на гръцки: Άρσος) е село в Кипър, окръг Лимасол. Според статистическата служба на Република Кипър през 2001 г. селото има 233 жители.